# HD 62301
HD 62301 (HIP 37789 / SAO 60313 / LHS 1944) es una estrella en la constelación del Lince de magnitud aparente +6,75. Se encuentra a 112 años luz de distancia del sistema solar.
HD 62301 es una enana amarilla de tipo espectral F8V con una temperatura efectiva de 5837 - 5900 K. Brilla con una luminosidad 2,1 veces mayor que la luminosidad solar, y tiene un radio, calculado a partir de la medida de su diámetro angular (0,376 milisegundos de arco), un 39% más grande que el radio solar.
A diferencia del Sol, estrella del disco fino galáctico, HD 62301 es una estrella del disco grueso, cuya órbita la lleva hasta 200 pársecs de distancia del centro del plano galáctico. Es una estrella muy antigua, con una edad estimada de 11.700 millones de años.
HD 62301 es notable por su exigua metalicidad; su índice de metalicidad es [Fe/H] = -0,66, lo que supone un contenido relativo de hierro de apenas el 22% del presente en el Sol. En concreto, la abundancia relativa de manganeso es especialmente baja, en torno al 15% de la solar. Elementos como itrio, circonio, bario y cerio muestran un empobrecimiento semejante al de hierro.